# Église Santa Maria in Aquiro
L'église Santa Maria in Aquiro (en français : église Sainte-Marie-en-l'Aquiro) est une église romaine située dans le rione Colonna sur la piazza Capranica. Elle est dédiée à la Madone.

## Historique
L'église est assez ancienne puisqu'elle fut restaurée une première fois par le pape Grégoire III. Sa date de construction initiale n'est toutefois pas connue. En 1389, le pape Urbain VI la nomme église Santa Maria della Visitazione. Au XVIe siècle elle est confiée à la Confraternité des Orphelins qui la restaure intégralement en 1590.
L'église abrite le titre cardinalice Santa Maria in Aquiro créé en 678 par le pape Agathon.

## Architecture
La façade actuelle date de 1774 et est due à Pietro Camporese l'Ancien (en) sur des dessins de Giovanni Francesco Braccioli. L'intérieur est redécoré par Cesare Mariani en 1866.

La peinture la plus importante est la Madonna con bambino e santo Stefano datant du XIVe siècle et attribuée à l'école de Pietro Cavallini. Deux chapelles ont des œuvres des suiveurs du Caravage et la troisième chapelle à droite possède une Vierge et les saints (1617) de Carlo Saraceni. L'autre chapelle sur la gauche abrite trois peintures attribuées à Trophime Bigot.

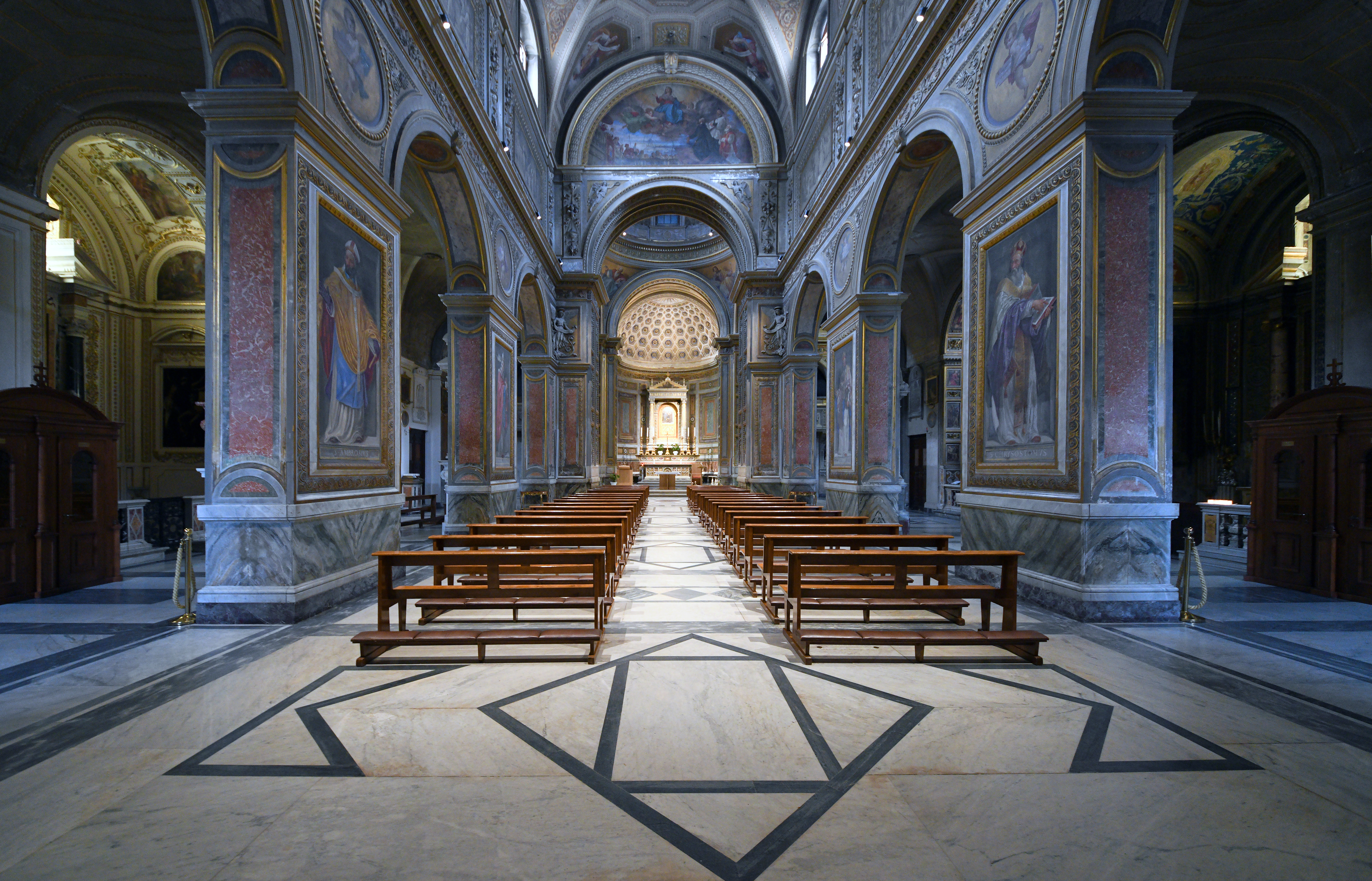
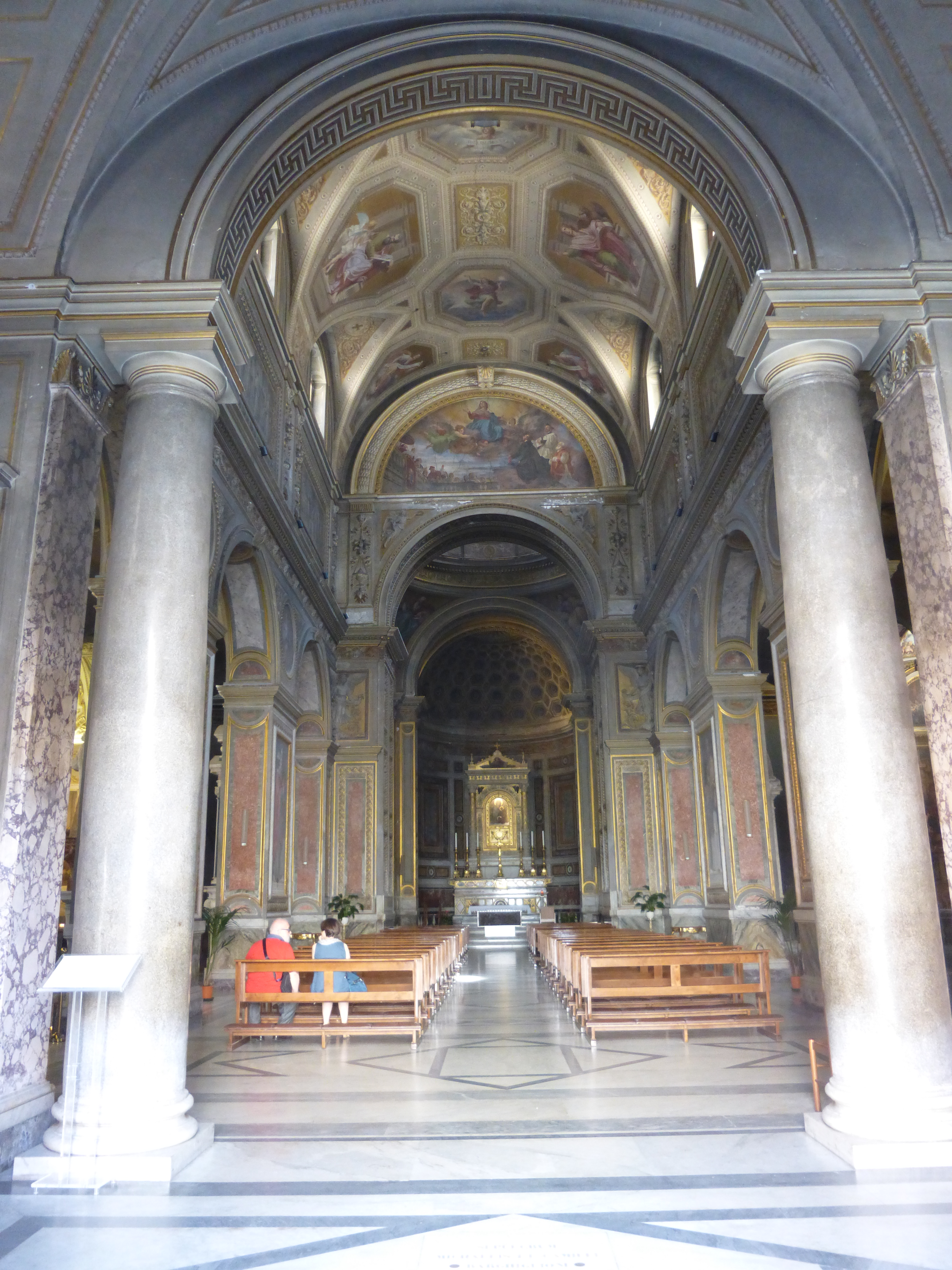
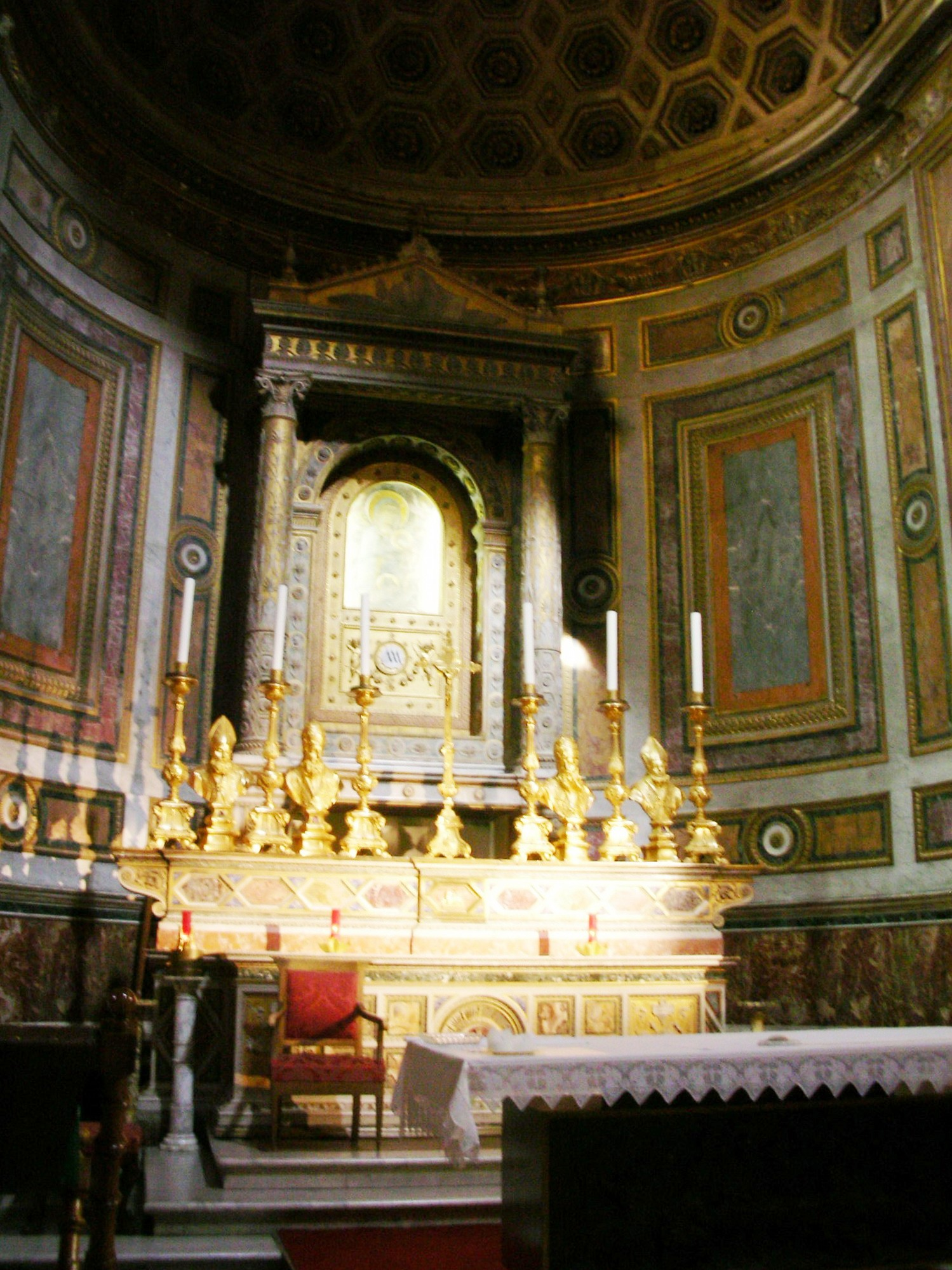

## Sources et références
- (it) Cet article est partiellement ou en totalité issu de l’article de Wikipédia en italien intitulé « Chiesa di Santa Maria in Aquiro » (voir la liste des auteurs).